# أحمد بن علي الرفاعي
الإمام أحمد بن علي الرفاعي الحسيني الهاشمي (512-578 هـ / 1118 - 1182 م)، ويُكنَّى أبو اَلعَبَّاس، فقيه شافعي أشعري، وصوفي عراقي في القرن السادس الهجري/القرن الثاني عشر الميلادي.
يُعتبر الشيخ أحمد الرفاعي من أقطاب الصوفية، وإليه تنتسب الطريقة الرفاعية، ويلقب بـ«أبو العلمين»، و«شيخ الطرائق»، و«الشيخ الكبير»، و«أستاذ الجماعة».
من مؤلفاته: تفسير سورة القدر، والطريق إلى الله، وشرح التنبيه في الفقه.. جمع كلامه في رسالة دعيت رحيق الكوثر.

## نسبه ومولده
هو الشيخ أحمد بن علي بن يحيى بن ثابت بن الحازم علي أبي الفوارس بن أحمد المرتضى بن علي بن رفاعة الحسن المكي بن محمد مهدي المكي بن حسن القاسم بن حسين بن أحمد الأكبر بن موسى الأصغر بن إبراهيم المرتضى بن موسى الكاظم بن جعفر الصادق بن محمد الباقر بن علي زين العابدين بن الإمام الحسين، بن الإمام علي بن أبي طالب.
ولد الإمام أحمد الرفاعي سنة 512 هـ في العراق في قرية حسن بالبطائح (والبطائح عدة قرى مجتمعة في وسط الماء بين محافظتي واسط والبصرة)، وفي السابعة من عمره توفي أبوه في بغداد فكفله خاله الشيخ الزاهد منصور البطائحي. وهو الذي رباه تربية دينية.

## حياته
نشأ الإمام أحمد الرفاعي منذ طفولته نشأة علمية وأخذ في الانكباب على العلوم الشرعية، فقد درس القرآن العظيم وترتيله على الشيخ عبد السميع الحربوني في قريته وله من العمر سبع سنين، وانتقل مع خاله ووالدته وأخوته إلى بلدة «نهر دفلي» من قرى واسط في العراق وأدخله خاله على الإمام الفقيه الشيخ أبي الفضل علي الواسطي وكان مقرئا ومحدثا وواعظا عالي الشأن. فتولّى هذا الإمام أمره وقام بتربيته وتأديبه وتعليمه، فجدَّ السيد أحمد الرفاعي في الدرس والتحصيل للعلوم الشرعية حتى برع في العلوم النقلية والعقلية، وأحرز قصب السبق على أقرانه.
وكان الإمام أحمد الرفاعي يلازم دروس العلم ومجالس العلماء، فقد كان يلازم درس خاله الشيخ أبي بكر سلطان علماء زمانه كما كان يتردد على حلقة خاله منصور البطائحي، وتلقّى بعض العلوم على الشيخ عبد الملك الحربوني وحفظ عنه كتاب «التنبيه» في الفقه الشافعي للإمام أبي إسحق الشيرازي وقام بشرحه شرحا عظيما، وأمضى أوقاته في تحصيل العلوم الشرعية على أنواعها، وشمَّر للطاعة وجَدَّ في العبادة حتى صار عالما وفقيها شافعيا وعالما ربانيا رجع مشايخه إليه وتأدب مؤدبوه بين يديه.
وكان الشيخ أبو الفضل علي محدث واسط وشيخها قد أجاز الإمام أحمد الرفاعي وهو في العشرين من عمره إجازة عامة بكل علوم الشريعة والطريقة وأعظم شأنه ولقبه بـ أبي العلمين، أي الظاهر والباطن.
وفي الثامن والعشرين من عمر الإمام أحمد الرفاعي الكبير عهد إليه خاله منصور بمشيخة المشايخ ومشيخة الأروقة المنسوبة إليه وأمره بالإقامة في أم عبيدة برواق جده لأمه الشيخ يحيى النجاري والد الشيخ منصور الذي تولّى كفالته العلمية وتعليمه منذ طفولته، وهناك دراسات أكاديمية تؤكد أنه التقى بعبد القادر الجيلاني وأخذ عنه وكانا على اتصال وتنسيق عال.

## أخلاقه
السيد أحمد الرفاعي كان شافعي المذهب أشعري العقيدة وصل إلى درجة الاجتهاد المُطلق كان فقيهاً محدّثاً مُفسّرا وكان أعلم أهل زمانه، وكان يُضرب به المثل في التواضع والانكسار ولين الجانب ورحمة الناس وشفقته عليهم وقد وصفه الإمام الرافعي (محرر المذهب الشافعي) فقال: كان متمكناً في الدين سهلاً على المسلمين صعباً على الضالين هيّناً ليّناً بشّاً ليّن العريكة (أي سلسلاً)، وكان حسن الخلقِ كريم الخُلُق حلو المكالمة لطيف المعاشرة لا يملّه جليسه ولا ينصرف عن مجالسه الا لعبادة، حمولاً للأذى (بعض الناس في عصره كانوا يحسدونه ويكيدون له ومنهم من كان يفتري عليه)، وفيّاً إذا عاهد صبوراً على المكاره متواضعاً.
كان السيد الرفاعي لما يقعد مع الناس يقول لهم: أي سادة لست بشيخ عليكم لست مقدّماً على هذا الجمع، كان يذهب إلى المرضى المصابين بالجذام، يبحث عنهم فيقعد معهم يُطعمهم ويأكل معهم ويتعهدهم بالدواء والطعام ثم يأخذ ثيابهم فيغسلها لهم من قوة يقينه.

## طريقته
تقوم الطريقة الرفاعية على العمل بمقتضى ظاهر الكتاب والسنة، ثم أخذ النفس بالمجاهدة والمكابدة، والإكثار من الذكر، وقراءة الورد، وذلك وفق إرشادات الشيخ وتوجيهاته، مع ضرورة التسليم والانقياد له والانصياع لأوامره. وعلى المريد أن يتمسك بالكتاب والسنة ثم تعاليم الشيخ ويعمل بما قاله من الالتزام بالسنة، وموافقة السلف الصالح على حالهم، ولباس ثوب التعرية من الدنيا والنفس، وتحمل البلاء، ولبس الوقار واجتناب الجفاء.
وقد اشتهر عن بعض أتباع الطريقة الرفاعية حديثا القيام بأفعال كجعل الثعابين تلسعهم، والدخول في النيران المشتعلة دون أن تحرقهم أو تؤثر فيهم، وغيرها، ويسمون هذهِ بـ (الكرامة) ولها حالات محددة يفعلون فيها هذه الأمور، ويقال بأن ذلكَ من الأفعال الذي لم تكن معروفة عند الشيخ الرفاعي، لكنها استُحدثت بعد وفاته، كان الشيخ قد عُرف بحنانه الشديد على الإنسان والحيوان، وكان أشد ما يكون حدبًا ورعاية للحيوانات الضالة والمريضة.

## تعليمه الناس أمور دينهم
دأب الإمام الرفاعي كغيره من العلماء العاملين في تعليم الناس أمور دينهم وجَدَّ في الوعظ والإرشاد وعقد حلق العلم حتى كان نبراسا يستضيء به الناس فيما ينفعهم، وكان لا يفتر عن تعليم الناس هدي الرسول وأسرار القرآن العظيم.
وفي رسالة «سواد العينين في مناقب أبي العلمين» للإمام الرافعي قال: أخبرني الفقيه العالم الكبير بغية الصالحين قال: كنت في «أم عبيدة» زائرا عند السيد أحمد الرفاعي في رواقه وحوله من الزائرين أكثر من مائة ألف إنسان منهم الأمراء والعلماء والشيوخ والعامة، وقد احتفل بإطعامهم وحسن البشر لهم كلٌّ على حاله، وكان يصعد الكرسي بعد الظهر، فيعظ الناس، والناس حلقا حلقا حوله، فصعد الكرسي بعد ظهر خميس وفي مجلسه وعاظ واسط، وجم كثير من علماء العراق وأكابر القوم، فبادر القومَ باسئلة من التفسير وآخرون بأسئلة من الحديث، وجماعة من الفقه، وجماعة من الأصول، وجماعة من علوم أخرى، فأجاب على مائتي سؤال من علوم شتّى ولم يتغير حاله حال الجواب، ولا ظهر عليه أثر الحدة، فأخذتني الحيرة من سائليه، فقمت وقلت: أما كفاكم هذا؟ والله لو سألتموه عن كل علم دُوّن لأجابكم بإذن الله بلا تكلف، فتبسم وقال: «دعهم أبا زكريا يسألوني قبل أن يفقدوني، فإن الدنيا زوال، والله محول الأحوال»، فبكى الناس وتلاطم المجلس بأهله وعلا الضجيج، ومات في المجلس خمس رجال وأسلم من الصابئين ثمانية آلاف رجل أو أكثر وتاب أربعون ألف رجل.
قال في وصاياه: ”إذا استعنتم بعباد الله وأوليائه، فلا تشهدوا المعونة والإغاثة منهم، فإن ذلك شرك، ولكن اطلبوا من الله الحوائج بمحبته لهم.“

## مؤلفاته وتراثه

كتاب (البرهان المؤيد) رواية تلميذه: شرف الدين بن عبد السميع الهاشمي الواسطي; ويليه: السير والمساعي في أحزاب وأوراد الغوث الكبير الرفاعي/ للسيد إبراهيم أفندي الراوي الرفاعي المتوفى 1365 هـ; وفي المقدمة: خلاصة الإكسير في نسب سيدنا الغوث الرفاعي الكبير/ لأبي الحسن علي بن الحسن الواسطي المتوفى 733 هـ; باعتناء وتخريج وتعليق: الشيخ أحمد فريد المزيدي.

للسيد الإمام أحمد الرفاعي مؤلفات كثيرة أكثرها فقد في موقعة التتار، ومما وصل إلينا من كتبه:
- حالة أهل الحقيقة مع الله.
- الصراط المستقيم.
- كتاب الحكم شرح التنبيه (فقه شافعي).
- البرهان المؤيد.
- معاني بسم الله الرحمن الرحيم.
- تفسير سورة القدر.
- البهجة.
- النظام الخاص لأهل الاختصاص.
- المجالس الأحمدية.
- الطريق إلى الله.
- التحفة الرفاعية.
- كتاب قلادة الجواهر.
- أسرار العبادات
- الإمام أحمد الرفاعي سيرته وأخباره.[9]

## سيرته وأخلاقه
كان الإمام أحمد الرفاعي يأمر في مجلس وعظه بالتزام حدود الشرع، ويحذر الناس من أهل الشطح والغلو ويقول: «هؤلاء قطاع الطريق فاحذروهم» وكان يكره أصحاب القول بالحلول والوحدة المطلقة الذين يقولون إن الله يحل بالعالم ويقول: «هؤلاء قوم أخذتهم البدعة من سروجهم، إياكم ومجالستهم» وكان يأمر باتباع هدى الشريعة والسير على طريقة المصطفى ويقول: «اتبع ولا تبتدع، فإن اتبعت بلغت النجاة وصرت من أهل السلامة، وإن ابتدعت هلكت».

### زهده وتواضعه
كان الإمام أحمد الرفاعي الكبير متواضعا في نفسه، خافضا جناحه لإخوانه غير مترفع وغير متكبر عليهم، وروي عنه أنه قال: «سلكت كل الطرق الموصلة فما رأيت أقرب ولا أسهل ولا أصلح من الافتقار والذل والانكسار، فقيل له: يا سيدي فكيف يكون ؟ قال: تعظم أمر الله، وتشفق على خلق الله، وتقتدي سنة سيدك رسول الله». وكان الإمام الرفاعي يخدم نفسه، ويخصف نعله، ويجمع الحطب بنفسه ويشده بحبل ويحمله إلى بيوت الأرامل والمساكين وأصحاب الحاجات، ويقضي حاجات المحتاجين، ويقدم للعميان نعالهم، ويقودهم إذا لقي منهم أناسا إلى محل مطلوبهم، وكان يمشي إلى المجذومين والزمنى ويغسل ثيابهم ويحمل لهم الطعام، ويأكل معهم ويجالسهم ويسألهم الدعاء، وكان يعود المرضى ولو سمع بمريض في قرية ولو على بعد يمضي إليه ويعوده، وكان شفيقا على خلق الله يرأف باليتيم، ويبكي لحال الفقراء ويفرح لفرحهم، وكان يتواضع كل التواضع للفقراء.
وقد قال مشايخ أهل عصره: كل ما حصل للرفاعي من المقامات إنما هو من كثرة شفقته على الخلق وذل نفسه. وكان أحمد الرفاعي يعظّم العلماء والفقهاء ويأمر بتعظيمهم واحترامهم ويقول: هؤلاء أركان الأمة وقادتها.

### سخاؤه وزهده وسلامة طويته
كان أحمد الرفاعي متجردا من الدنيا، ولم يدخر أموالها، بل كان لا يجمع بين لبس قميص وقميص لا في صيف ولا في شتاء، مع أن ريع أملاكه كان أكثر من ربع أملاك الأمراء، وكان كل ما يحصل منها ينفقه في سبيل الله على الفقراء والسالكين والواردين إليه، وكان يقول: الزهد أساس الأحوال المرضية والمقامات السنية. وكان يقول: طريقي دين بلا بدعة، وعمل بلا كسل، ونية بلا فساد، وصدق بلا كذب، وحال بلا رياء.

## تلاميذه والمنتسبون إليه بالطريقة
كثُر تلاميذ الإمام أحمد الرفاعي في حياته وبعد مماته حتى قال ابن المهذب في كتابه «عجائب واسط»: بلغ عدد خلفاء السيد أحمد الرفاعي وخلفائهم مائة وثمانين ألفا حال حياته، ومن عظيم فضل الله على السيد أحمد الرفاعي أنه لم يكن في بلاد المسلمين مدينة أو بليدة أو قطر تخلو زواياه وربوعه من تلامذته ومحبيه العارفين المرضيين. ومن الذين ينتمون إليه:
- الشيخ الحافظ عز الدين الفاروقي.
- الشيخ أحمد البدوي.
- العارف بالله أبو الحسن الشاذلي.
- الشيخ السيد عبد الله الحراكي الحسيني ابن عمته.
- الشيخ نجم الدين الأصفهاني شيخ الإمام إبراهيم الدسوقي.
- الشيخ أحمد علوان المالكي.
- الحافظ جلال الدين السيوطي.
- الشيخ المقداد بن محمد الرفاعي.
- الشيخ عقيل المنبجي.
- الشيخ علي الخواص.
- العارف بالله السيد أحمد الضرغامي.

## قال العلماء عنه
- القاضي أبو شجاع الشافعي صاحب المتن المشهـور في الفقه الشافعي، فقد ذكر الإمام الرافعي ما نصه: حدثني الشيخ الإمام أبو شجاع الشافعي فيما رواه قائلا: كان السيد أحمد الرفاعي علما شامخا، وجبلا راسخا، وعالما جليلا، محدثا فقيهًا، مفسرًا ذا روايات عاليات، وإجازات رفيعات، قارئا مجودًا، حافطا مُجيدا، حُجة رحلة، متمكنا في الدين... أعلم أهل عصره بكتاب الله وسنة رسوله، وأعملهم بها، بحرا من بحار الشرع، سيفًا من سيوف الله، وارثا أخلاق جده رسول الله صلّى الله عليه وسلّم.
- الشيخ المؤرخ ابن الأثير الجزري: وكان صالحا ذا قبول عظيم عند الناس، وعنده من التلامذة ما لا يحصى.
- المؤرخ الفقيه صلاح الدين الصفدي، حيث قال: الإمام القدوة العابد الزاهد، شيخ العارفين.
- الشيخ المحدث عبد السميع الهاشمي الواسطي: كان السيد أحمد آية من آيات الله.
- شيخه الشيخ منصور البطائحيّ، حيث قال: وزنته بجميع أصحابي وبي أيضا فرجحنا جميعًا.
- المؤرخ ابن خلكان، حيث قال: كان رجلاً صالحًا، فقيها شافعي المذهب.
- المؤرخ ابن العماد الحنبلي، حيث قال: الشيخ الزاهد القدوة.
- ابن قاضي شهبة، حيث ذكره في طبقات الشافعية وعدّه من فقهائهم.
- الإمام تاج الدين السبكي، حيث قال: الشيخ الزاهد الكبير أحد أولياء الله العارفين والسادات المشمرين أهل الكرامات الباهرات.
- الشيخ عبد الوهاب الشعراني، حيث قال: هو الغوث الأكبر والقطب الأشهر أحد أركان الطريق وأئمة العارفين الذين اجتمعت الأمة على إمامتهم واعتقادهم.[17]

## وفاته
عندما بلغ الإمام أحمد 66 من عمره مرض بداء البطن وبقي مريضاً أكثر من شهر، وكان مع خطورة مرضه يتحمل الآلام الشديدة بدون تأوّه أو شكوى، مستمرا وثابتا على تأدية الطاعات والعبادات التي اعتاد عليها بقدر استطاعته إلى أن وافته المنية يوم الخميس 12 جمادى الأولى عام 578 هـ، ودفن في قبّة جدّه لأمّه الشيخ يحيى البخاري في بلدته أم عبيدة، بلدة الكرادي سابقاً وقضاء الرفاعي في ذي قار، العراق حالياً وكان يوماً مهيباً.